# Унислав (гмина)
Унислав (пол. Unisław) — сельская гмина (волость) в Польше, входит как административная единица в Хелмненский повет, Куявско-Поморское воеводство. Население — 6790 человек (на 2008 год).

## Сельские округа
1. Блото
2. Бруки-Кокоцка
3. Бруки-Униславске
4. Голоты
5. Глажево
6. Голоты
7. Кокоцко
8. Рацинево
9. Стаблевице
10. Унислав

## Соседние гмины
1. Гмина Домброва-Хелминьска
2. Гмина Злавесь-Велька
3. Гмина Киево-Крулевске
4. Гмина Лубянка
5. Гмина Прущ
6. Гмина Хелмно